# Amsterdamse Poort (Purmerend)

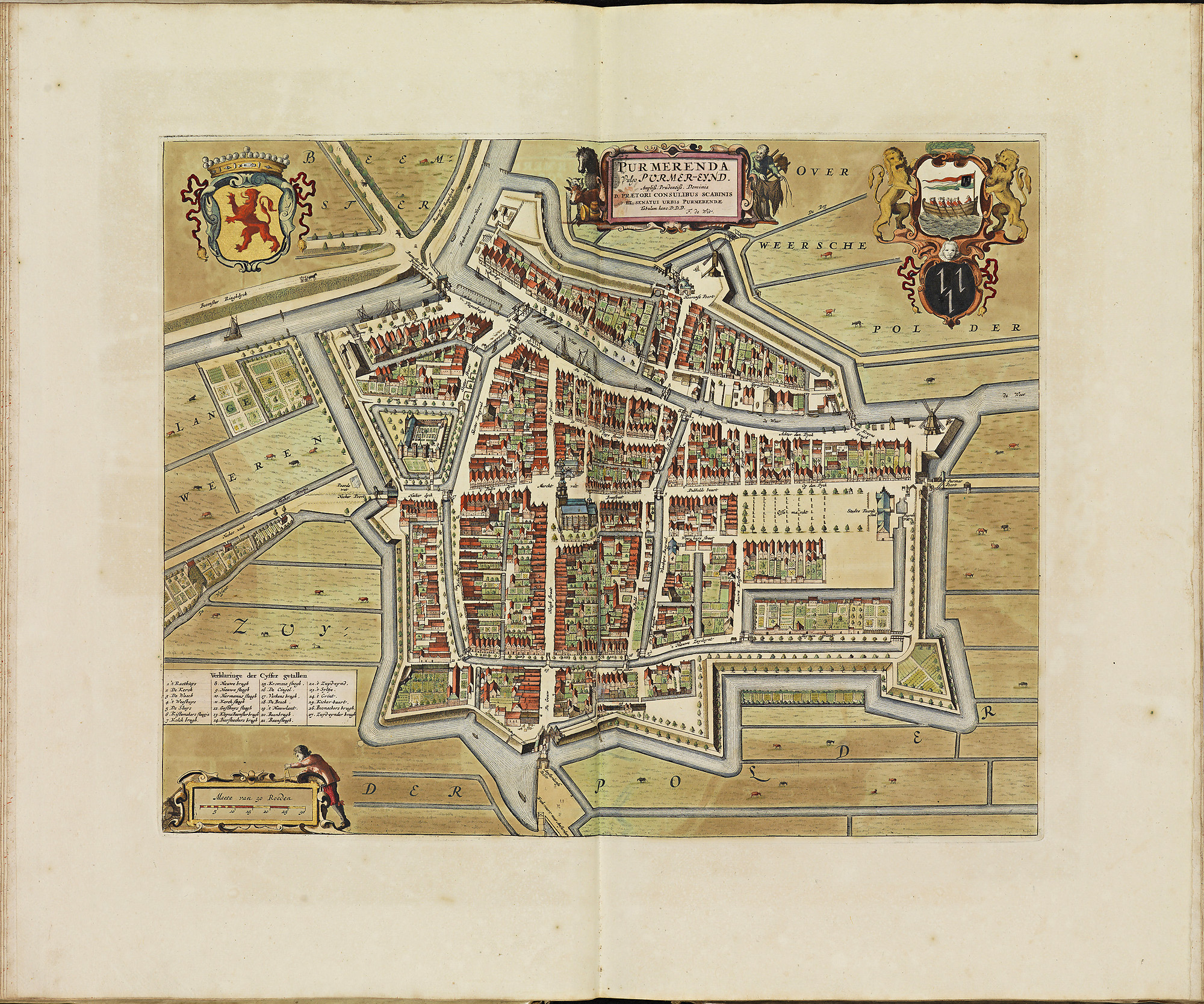
De Amsterdamse Poort bevond zich aan de zuidkant van de stad (kaart uit 1698).

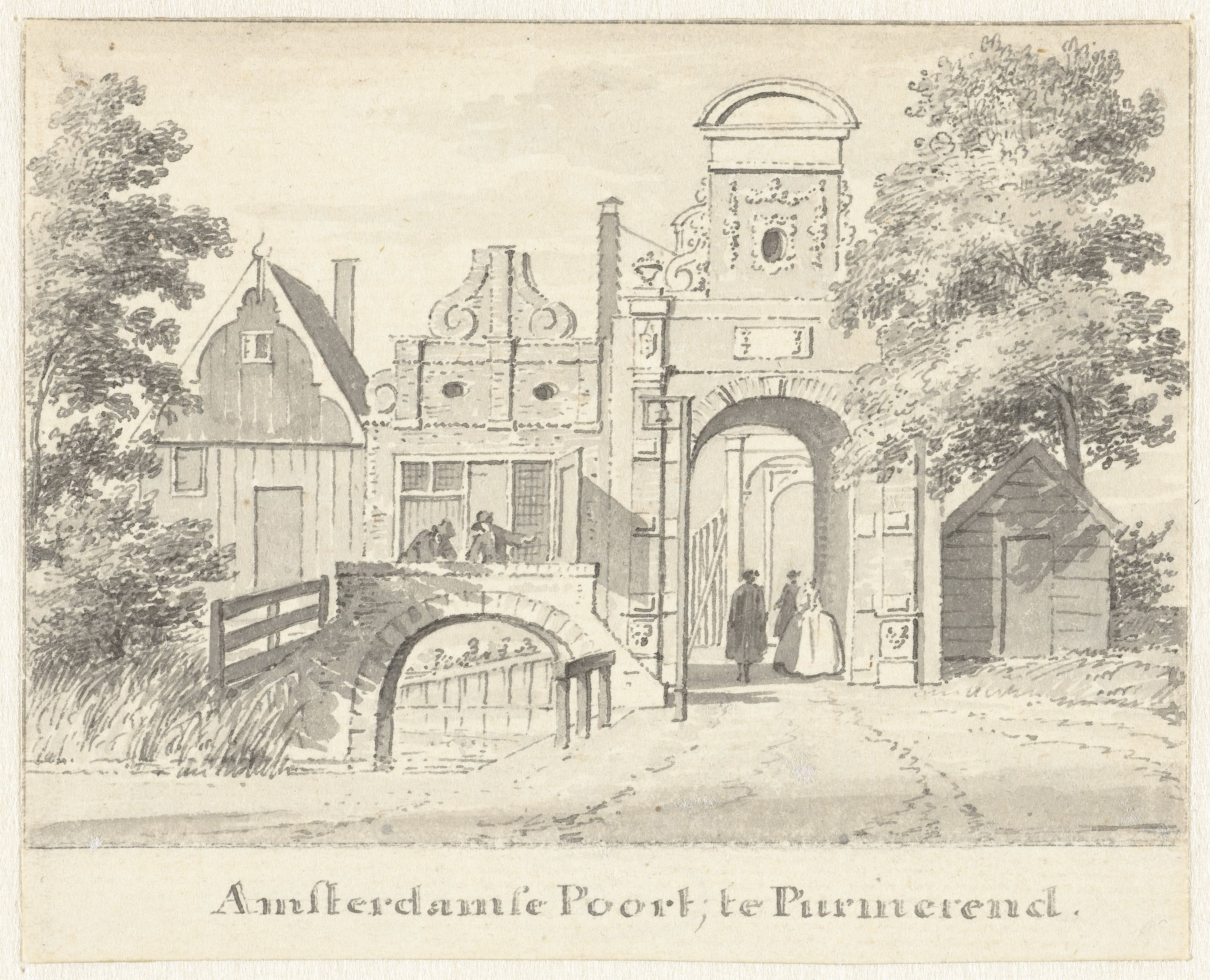
Amsterdamse Poort tussen 1701 en 1759

De Amsterdams(ch)e Poort was een stadspoort in de Noord-Hollandse stad Purmerend.
In 1410 toen Purmerend stadsrechten kreeg en er wallen rondom de stad verschenen werden er vier poorten gebouwd op de invalswegen. Elke bezoeker van de stad moest zich hier melden waardoor men ongure types, zwervers en bannelingen wilden tegenhouden. Naast de Amsterdamse Poort verschenen de Hoornse Poort, de Neckerpoort en de Purmerpoort op de invalswegen naar Hoorn, Neck en het Purmermeer. Na de drooglegging van de Beemster werd in 1612 de Beemsterpoort gebouwd.
De Amsterdamse Poort verscheen aan de toegangsweg naar Amsterdam nabij het huidige Tramplein in het verlengde van het Gouw aan de noordzijde van de Nieuwe Gracht. Oorspronkelijk was de verbinding met Amsterdam, de "Melkweg", een voetweg met trekvaart die liep langs Purmerland, Den Ilp, Landsmeer, Kadoelen en Buiksloot naar het Buiksloterham waar kon worden overgestapt op een Amsterdams veer.

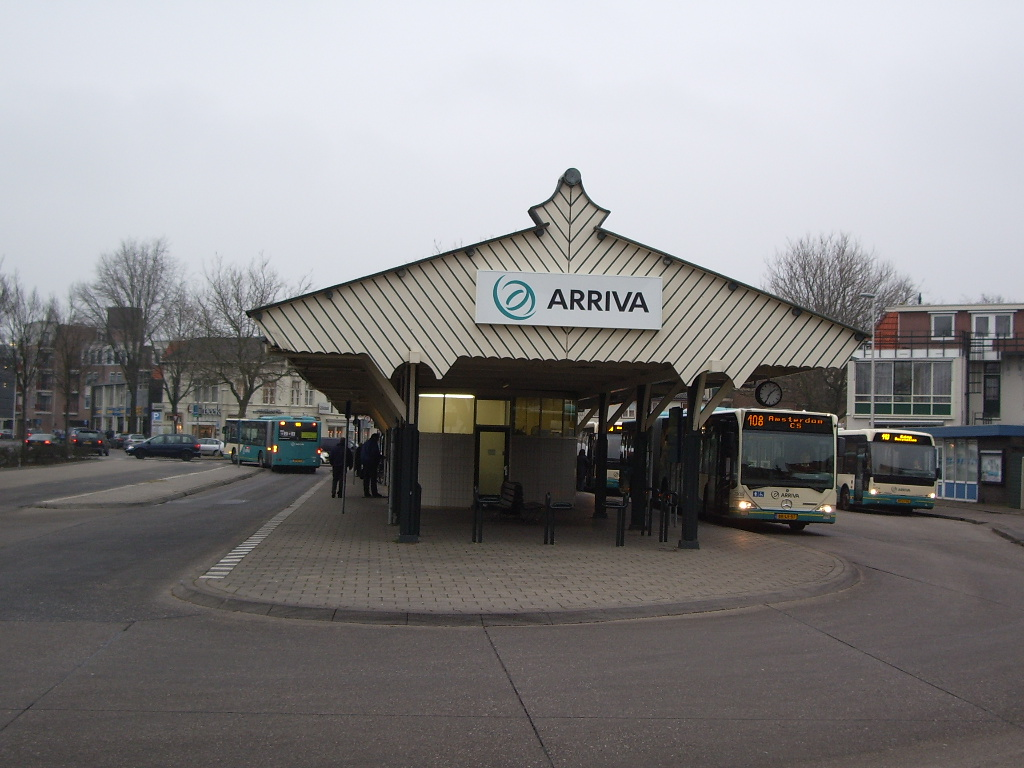
Busstation Purmerend Tramplein in 2006, de Amsterdamse Poort bevond zich vroeger linksachter bij de toegang tot het Gouw

In 1660 werd een nieuwe trekvaart gegraven op de plaats van het latere Noordhollandsch Kanaal en kwam er een jaagpad voor het paard van de geregelde trekschuitdienst naar Ilpendam, Watergang, Buiksloot en Amsterdam. Aan het begin van deze trekvaart, het huidige Tramplein, werd toen een nieuwe Amsterdamse Poort met een klokgevel gebouwd. Bij de poort werd tol geheven en voor goederen en dieren moest marktgeld worden betaald. In de avonduren na 19.00 uur werd de poort gesloten. Daarom waren er buiten de poort aan het wagenplein een aantal herbergen of logementen met stalgelegenheid voor de paarden aanwezig waar men kon overnachten wanneer men niet meer tot de stad werd toegelaten.

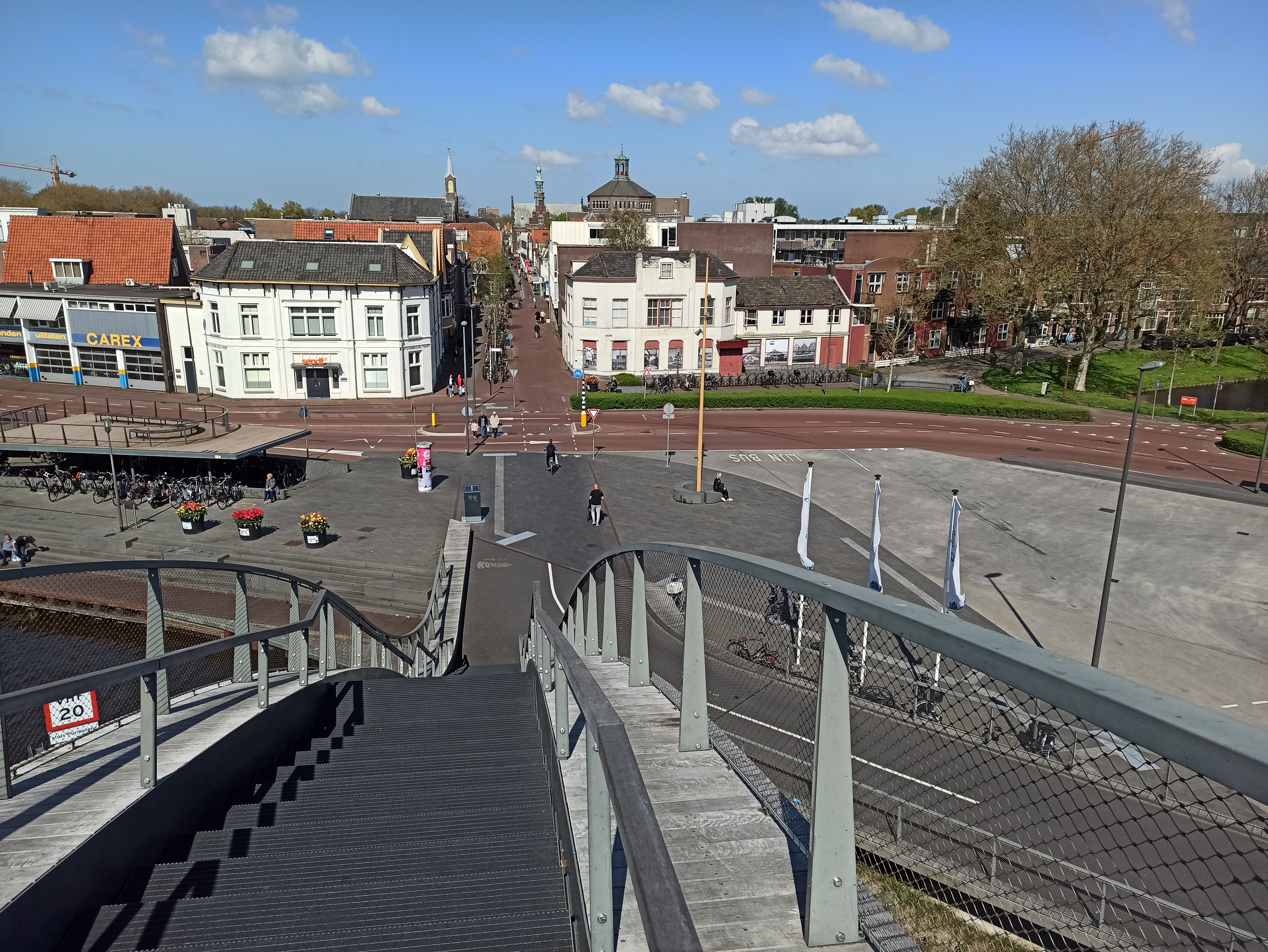
De locatie van de Amsterdamse Poort gezien vanaf de Melkwegbrug in 2022

Voor het tussen 1820 en 1824 gegraven Noordhollandsch Kanaal werd gebruikgemaakt van de oude trekvaart die werd uitgediept en verbreed. Na het gereedkomen van het kanaal en het dempen van een deel van de stadsgracht werden de poorten in de periode 1830-1840 overbodig en gesloopt. Omdat de Amsterdamse Poort in tegenstelling tot de andere poorten niet voorzien was van een beweegbare brug, bleef deze vooralsnog staan maar is later alsnog gesloopt. Voor de veiligheid van de stad werden twee barrièrehuisjes gebouwd met daartussen een ijzeren hek om toch de toegang in de avonduren te kunnen afsluiten. Tot 1960 heeft een van de huisjes nog gediend als onderkomen voor de schipper van de pont. Later verscheen op de plek van de gesloopte poort een restaurant met de naam Amsterdamse Poort dat uiteindelijk in 2007 werd gesloopt.